# أندرياس كورنيليوس
أندرياس إفالد كورنيليوس (بالدنماركية: Andreas Cornelius) (مواليد 16 مارس 1993 في كوبنهاغن) هو لاعب كرة قدم دانمركي يلعب مع طرابزون سبور في الدوري التركي الممتاز كمهاجم. مثّل منتخب الدنمارك لكرة القدم. بدأ أندرياس كورنيليوس مسيرته الرياضية عام 2012 مع نادي كوبنهاغن. في 27 يونيو 2013، أعلن كارديف سيتي أنه وقع مع كورنيليوس، مقابل صفقة انتقال قياسية للنادي. وتفيد تقارير من الدنمارك بصفقة تبلغ 75 مليون كرونة دنماركية (ما يقارب 8 ملايين جنيه استرليني). في 1 يوليو، أنجز كورنيليوس تقريره الطبي ووقع عقداً لمدة خمس سنوات مع النادي، قائلاً "لقد منحت فرصة عظيمة وهذا هو مشروع مثير للغاية يجري في كارديف سيتي.

## روابط خارجية
- أندرياس كورنيليوس على موقع الاتحاد الدولي (مؤرشف)  (الإنجليزية)
- أندرياس كورنيليوس على موقع الاتحاد الأوربي (الإنجليزية)
- أندرياس كورنيليوس على موقع اتحاد تركيا (لاعب) (الإنجليزية)
- أندرياس كورنيليوس على موقع قاعدة بيانات كرة القدم.إي يو (الإنجليزية)
- أندرياس كورنيليوس على موقع ناشيونال فوتبول تيمز (الإنجليزية)
- أندرياس كورنيليوس على موقع Soccerbase.com (لاعب) (الإنجليزية)
- أندرياس كورنيليوس على موقع Soccerway.com (الإنجليزية)
- أندرياس كورنيليوس على موقع عالم كرة القدم.نت (الإنجليزية)
- أندرياس كورنيليوس على موقع AS.com (الإسبانية)